# Aaliyah Xpress
Aaliyah Xpress est une drag queen franco-vietnamienne, cofondatrice de la troupe d'artistes drag Rice queers et figure de l'antiracisme en France.

## Biographie
Ses parents fuient les guerres civiles au Viêt Nam et au Cambodge pour s'installer en France dans les années 1970.
De formation de médecin gériatre, il travaille dans un service de gériatrie hospitalière avant de quitter l'hôpital, qui ne lui laisse plus assez de temps libre à la suite de l'intensification de l'activité lors de la pandémie de covid-19, et devient alors médecin expert personnes âgées auprès de la sécurité sociale.

## Drag

### Histoire et inspirations
Aaliyah se met progressivement au drag en 2017, d'abord en se rendant en drag en soirée puis en effectuant des performances. Le nom Aaliyah Xpress est un mélange d'hommage à la chanteuse Aaliyah et de clin d'œil humoristique au site AliExpress. Elle utilise aussi le nom Docteur Queen, drag-médecin, en référence à la série Docteur Quinn, femme médecin. Cumuler les activités de drag et de médecin est un choix volontaire, lui permettant de concilier une pratique très artistique avec une pratique très intellectuelle. Sa mère l'aide dans son drag, en l'aidant à coudre des robes. 
L'identité visuelle de son art puisse son inspiration dans l'audiovisuel, comme Mulan de Disney, les séries japonaises Sailor Moon et Cat's Eyes, le cinéma hongkongais, le Cải lương, et les films de Wuxia et notamment The Legend of Condor Heroes (en). Elle s'inspire aussi d'autres drag queens, comme Pagina Heals, Cheddar Gorgeous (en), Sin Wai Kin et Jujubee (en). 

### Antiracisme
Le drag d'Aaliyah Xpress est fortement politique et engagé dans la lutte contre le racisme et notamment le racisme anti-asiatique. Elle tient ses inspirations militantes du podcast Kiffe ta race et de la manière dont Grace Ly et Rokhaya Diallo pratiquent la pédagogie, et ses positions à la fois de son expérience personnelle et de lectures dont Why I'm No Longer Talking to White People About Race (en) de Reni Eddo-Lodge et Geisha of a Different Kind: Race and Sexuality in Gaysian America de C. Winter Han. 
Avec Kitty Space, Calypso Overkill, Chinack La Fey, Lily Pinz, Madame Wasabi, Rue St. Dénis et Egon Centrik elle forme le collectif Drag Queer à la suite du constat du faible nombre de contrats proposés aux reines asiatiques par rapport à leurs collègues blanches. 

### Ze Nice Show
Elle crée en 2019 avec Babouchka Babouche Ze Nice Show, à la suite d'un incident raciste où une drag queen blanche a performé en boubou et tresses collées sur une musique de Zouk Machine, Maldon ,. Le succès de Black Xcellence, un drag show sur les cultures noires, les convainc que le public est prêt à accueillir des propos engagés dans le drag. 
Dans ce spectacle, accompagnée des artistes Shlagazza La Casse, Gazelle Von Lear et Crucifist, elle dénonce le racisme français, en particulier la fétichisation, l'appropriation culturelle et le blackface, faisant des lipsync sur des discours de Valérie Pécresse celui d'O-Ren Ishii dans Kill Bill  ou de la chanson Bùa yêu (vi) et lisant des passages de Sexe, mensonges et banlieues chaudes de Marlène Schiappa,,. Dans son spectacle, elle passe d'une tenue de vase chinois, représentation des préjugés racistes faisant des femmes asiatiques des « poupées fragiles » et réduisant la diaspora asiatique à la Chine, à un áo dài vietnamien, une manière d'incarner une identité authentique. 